# 환각버섯

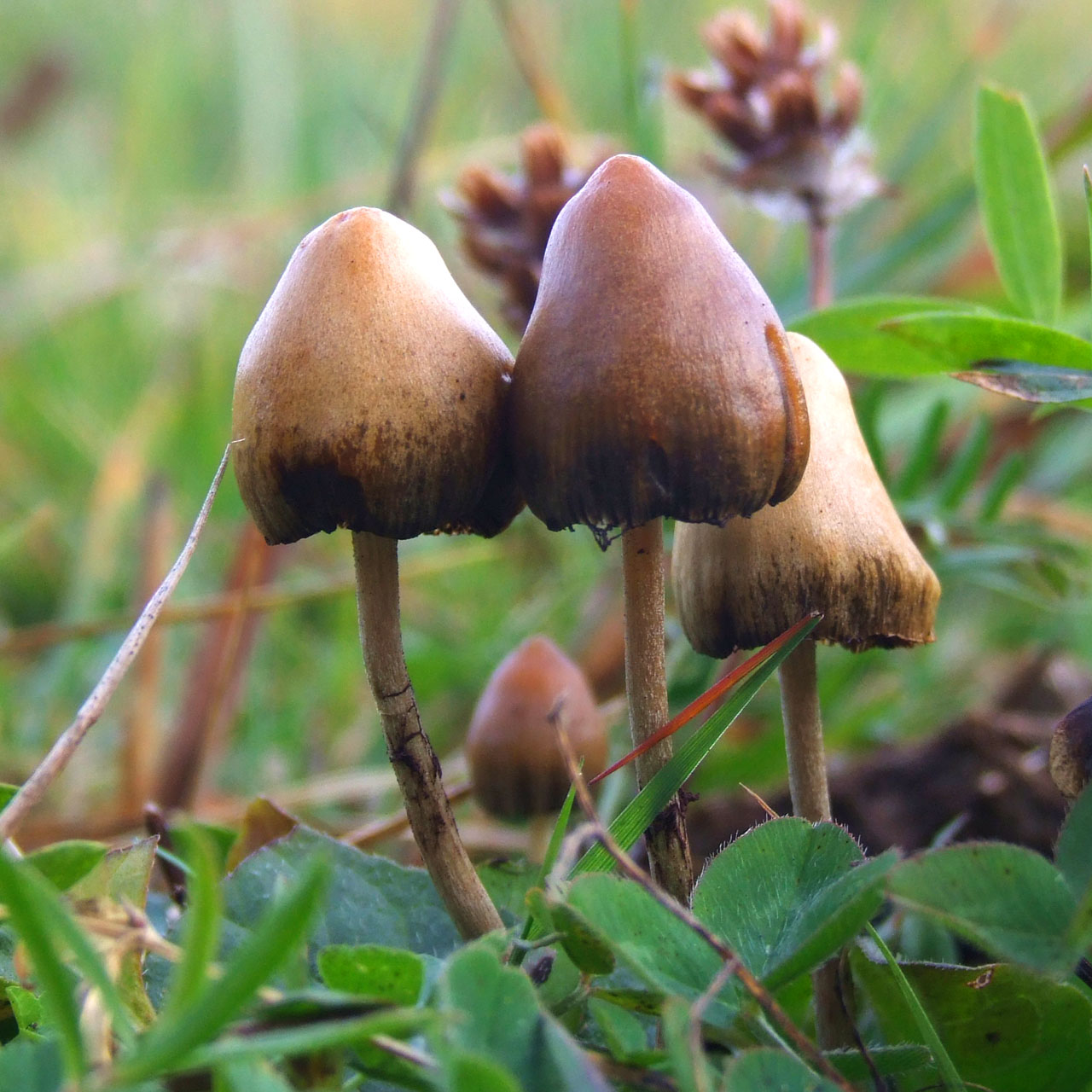
자유모자버섯(Psilocybe semilanceata)

환각버섯(幻覺 - , 영어: psilocybin mushroom, magic mushroom, shroom)은 실로시빈, 실로신 성분을 함유한 진균류들의 다계통군이다.
실로시빈을 함유한 속으로는 미치광이버섯속(Gymnopilus), 땀버섯속(Inocybe), 말똥버섯속(Panaeolus), 종버섯속(Pholiotina), 난버섯속(Pluteus), 환각버섯속(Psilocybe) 등이 있다. 환각버섯들은 고대로부터 종교적 의식에 사용되곤 했다. 현대에는 대부분의 국가에서 마약류로 규제받는다.

## 발생

환각을 일으키는 환각버섯속의 100개가 넘는 종의 전 세계 분포도

## 같이 보기
- 실로시빈
- 버섯차